# Cal Jaume del Bitxot
Cal Jaume del Bitxot és una masia del Prat de Llobregat (Baix Llobregat) inclosa a l'Inventari del Patrimoni Arquitectònic de Catalunya.

## Descripció
Masia del tipus 1.I de l'esquema de Danés i Torras, amb l'afegit d'un mòdul lateral amb teulada a una vessant. El mòdul principal té la teulada a dues vessants i la façana, orientada a mar, és paral·lela a l'eix de la teulada. La masia compta amb un graner exempt fet de maó vist.